# كفر شومان
كفر شومان هو إحدى قرى مركز طوخ التابعة لمحافظة القليوبية في مصر.